# Mã Nguyên Nghĩa
Mã Nguyên Nghĩa (chữ Hán: 馬元義; bính âm: Ma Yuanyi; ? - 184) là một nghĩa quân của cuộc khởi nghĩa Khăn vàng ở thời kỳ nhà Đông Hán trong lịch sử Trung Quốc. Mã Nguyên Nghĩa là thuộc cấp dưới quyền của Trương Giác. Thời kỳ đầu của cuộc khởi nghĩa, Mã Nguyên Nghĩa được giao nhiệm vụ mật đem vàng lụa vào kinh kết giao với hoạn quan Phong Tư, đi làm nội ứng hợp cho cuộc khởi nghĩa, sau đó hợp với vài vạn dân ở Kinh Châu và Dương Châu kéo binh đánh Nghiệp Thành ở Ký Châu. Tuy nhiên kế hoạch bị lộ, triều đình sai Hà Tiến đánh dẹp và bắt chém Mã Nguyên Nghĩa.